# MittelWeserBus
MittelWeserBus ist eine Marke der Transdev Niedersachsen/Westfalen GmbH und der Transdev Service West GmbH, Busunternehmen mit Hauptsitz in Rheda-Wiedenbrück und Zweigniederlassung in Nienburg/Weser.
MittelWeserBus betreibt mehrere Regionallinien im Landkreis Nienburg sowie den Stadtbus in Nienburg, auch ist MittelWeserBus ein Subunternehmer für die regiobus Hannover in Neustadt am Rübenberge in der Region Hannover.
MittelWeserBus ist ein Mitglied im Verkehrsservice Landkreis Nienburg/Weser.

## Geschichte
Im Jahr 2020 hat die Stadtbusgesellschaft Nienburg/Weser mbH den Stadtbus Nienburg in einer europaweiten Ausschreibung neu ausgeschrieben, diese Leistungen werden seit 2. August 2021 von MittelWeserBus im Auftrag der Stadtbusgesellschaft betrieben.
Seit dem 12. Dezember 2021 ist die Transdev Niedersachsen/Westfalen GmbH mit ihrer Marke „MittelWeserBus“ auch in der Region Hannover unterwegs, als einer der Subunternehmer für die regiobus Hannover GmbH wird in den Gebieten „Neustadt am Rübenberge“ und „Wedemark“ im Auftrag gefahren.

## Linienübersicht
Folgende Linien werden von MittelWeserBus bedient:

### Stadtbus Nienburg
Im Auftrag der Stadtbusgesellschaft Nienburg/Weser mbH
- 1 Nienburg, City Treff – Holtorf Schule – Erichshagen Friedhof
- 2 Nienburg, City Treff – Leintorfriedhof – Kreuzkirche
- 3 Nienburg, City Treff – Erichshagen-Wölpe
- 4 Nienburg, City Treff – Mittelweser Kliniken – Langendamm
- 5 Nienburg, City Treff – Kali-Chemie – Holtorf Sporthalle
- 6 Nienburg, City Treff – Z. d. Köhler Bergen – Schäferhof

### Landkreis Nienburg - Linienbündel 2 & 3
- 10 Steyerberg – Wellie - Liebenau – Lemke – Nienburg
- 15 Steyerberg – Wellie – Schinna – Stolzenau
- 16 Steyerberg – Bötel – Strahle – Stolzenau
- 17 Deblinghausen – Liebenau – Glissen – Binnen – Lemke – Nienburg
- 18 Voigtei – Mainsche – Pennigsehl – Glissen – Binnen – Lemke – Nienburg
- 19 Voigtei – Steyerberg
- 40 Rodewald – Steimbke – Nienburg
- 42 Nienburg – Linsburg – Wenden – Steimbke (Sonnenborstel)
- 50 Rehburg – Loccum – Husum – Nienburg
- 51 Nienburg – Husum – Bolsehle
- 52 Landesbergen – Heidhausen – Husum – Bolsehle
- 53 Rehburg – Münchehagen – Loccum – Leese – Stolzenau
- 55 Loccum – Rehburg – Loccum
- 60 Stolzenau – Leese – Landesbergen – Estorf – Nienburg
- 62 Uchte – Huddestorf – Raddestorf – Uchte
- 63 Uchte – Jenhorst – Halle – Radd. Glissen – Uchte
- 64 Uchte – Woltringhausen – Hoysinghausen – Uchte
- 65 Uchte – Darlaten
- 70 Rahden – Lavelsloh – Warmsen – Uchte
- 72 Lavelsloh – Bohnhorst – Sapelloh – Warmsen
- 73 Warmsen – Morlinge – Großenvörde – Warmsen
- 74 Essern – Nordel – Steinbrink – Essern
- 75 (Diepenau –) Lavelsloh – Hauskämpen – Warmsen (– Uchte)
- 6053 Rehburg – Bad Rehburg – Münchehagen – Loccum – Leese – Stolzenau – Leese – Landesbergen – Estorf – Leeseringen – Nienburg

## Fuhrpark
Der Aktuelle Fuhrpark von MittelWeserBus besteht momentan aus folgenden Fahrzeugen: (Stand 2025)
47: IVECO Crossway LE
12: MAN A20 Lion’s City  Ü
7: Mercedes-Benz Citaro 2
5: Mercedes-Benz Citaro 2 Hybrid
5: Mercedes-Benz Citaro 2 G
2: MAN A40 Lion’s City GL
2: Irisbus Crossway LE
1: MAN A23 Lion’s City G
1: MAN Lion’s City 12C EfficientHybrid
1: Solaris Urbino III 12